# Alberto Ajolfi
Alberto Ajolfi, italijanski general, * 1882, † 1965.